# Harold Town
Harold Barling Town (* 13. Juni 1924 in Toronto, Ontario; † 27. Dezember 1990 in Peterborough, Ontario) war ein kanadischer Maler und Grafiker. Er war ein bedeutender Vertreter der zeitgenössischen künstlerischen Avantgarde und der Abstrakten Malerei Kanadas.

## Leben und Werk
Harold Town studierte an der Western Technical School und von 1943 bis 1945 am Ontario College of Art & Design.
Im Jahr 1953 war er Mitbegründer der Künstlergruppe Painters Eleven, zu der die zehn weiteren abstrakten Maler aus Ontario: Jack Bush, Oscar Cahén, Hortense Gordon, Tom Hodgson, Alexandra Luke, Jock Macdonald, Ray Mead, Kazuo Nakamura, William Ronald und Walter Yarwood gehörten. Die Gruppe gründete sich als Gegenbewegung gegen die konservative Kunstszene in Kanada, speziell in Toronto und bestand bis zum Jahr 1960.
Harold Town war die treibende Kraft der Gruppe, er prägte ihren Stil und schrieb die Vorworte für die Ausstellungskataloge von Painters Eleven. Town war neben seiner Malerei ein bedeutender Grafiker, der viele Lithographien schuf und als Illustrator von Büchern und Zeitschriften tätig war.
Nach der Auflösung von Painters Eleven war Town als Einzelkünstler weiter erfolgreich. Harold Town war nicht nur als Künstler, sondern auch als Kritiker und Autor von Büchern und Fachveröffentlichungen tätig. Er war damit eine einflussreiche Persönlichkeit innerhalb der Kunstszene Kanadas in den 1950er bis in die 1970er Jahre. Ende der 1950er Jahre bekam die Abstrakte Malerei von Town internationale Aufmerksamkeit. Seine Arbeiten wurden auf wichtigen internationalen Ausstellungen gezeigt. Er war mit einigen Werken als Teilnehmer der documenta III 1964 in Kassel in der Abteilung „Aspekte 1964“ vertreten. Er war der erste Künstler in Kanada, der verbrannte Objekte als Bestandteil seiner Abstrakten Werke einsetzte.